# Пукеничи
Пукеничи (укр. Пукеничі) — село в Стрыйской городской общине Стрыйского района Львовской области Украины.
Население по переписи 2001 года составляло 601 человек. Занимает площадь 10,665 км². Почтовый индекс — 82421. Телефонный код — 3245.